# Gymnocalycium (revista)
Gymnocalycium es una revista con ilustraciones y descripciones botánicas que editada en Kufstein desde el año 1989.